# (7929) 1987 SK12
A (7929) 1987 SK12 a Naprendszer kisbolygóövében található aszteroida. Henri Debehogne fedezte fel 1987. szeptember 16-án.